# Bien-être national
Bien-être national (en espagnol : Bienestar Nacional ; abrégé en BIEN) est un parti politique guatémaltèque fondé en 2002 par Fidel Reyes Lee.

## Histoire

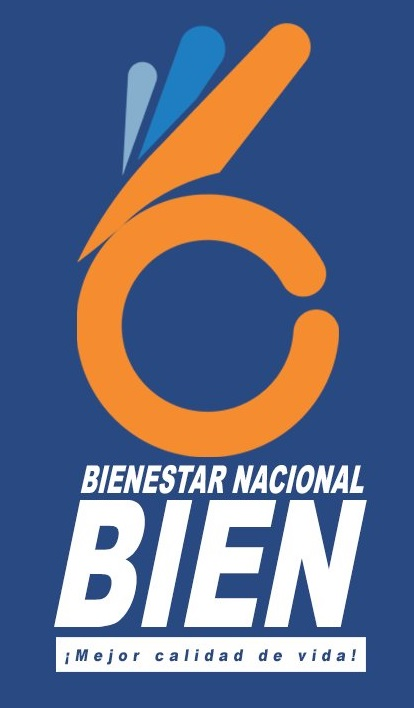
Logo alternatif du Bien-être national.

Bien-être national est fondé en 2002, mais il ne participe à aucune élection. Par ce cas de figure le Tribunal suprême électoral décide donc en 2015 que le parti serait suspendu du fait qu'il n'a pas la structure nécessaire et en raison du manque d'adhérents,.
Cependant, après le départ d'Alfonso Portillo du parti Todos, il se rapproche de Bien-être national. En 2018, le parti rempli toutes les conditions requises pour être un parti politique. La même année, des spéculations circulent que Jorge Pérez Marroquín — nommé candidat à la vice-présidence par le Parti humaniste du Guatemala — ou Luis Fernando Montenegro seraient les candidats à la présidence de la République pour le parti, cependant, lors de l'Assemblée nationale de proclamation des candidats, le parti ne présente finalement pas de candidat à la présidence, mais qu'il participe aux élections législatives. À l'issue des élections de 2019, le parti Bien-être national obtient huit députés, devenant la cinquième force avec la plus grande représentation au Congrès de la République, il obtient également un siège au Parlement centraméricain et remporte onze municipalités.

## Résultats électoraux

### Élections présidentielles
| Année | Candidats      | Candidats      | Premier tour | Premier tour | Second tour | Second tour | Statut  |
| Année | Président      | Vice-président | Voix         | %            | Voix        | %           | Statut  |
| ----- | -------------- | -------------- | ------------ | ------------ | ----------- | ----------- | ------- |
| 2023  | Giovanni Reyes | Óscar Figueroa | 140 706      | 3,38         |             |             | Non élu |

### Élections législatives
| Année | Liste nationale  | Liste nationale  | Districts        | Districts        | Sièges           | +/-              |                  |
| Année | Voix             | %                | Voix             | %                | Sièges           | +/-              |                  |
| ----- | ---------------- | ---------------- | ---------------- | ---------------- | ---------------- | ---------------- | ---------------- |
| 2007  | NC               | NC               | 8 921            | 0,28             | 0 / 158          | Nv               |                  |
| 2011  | Ne participe pas | Ne participe pas | Ne participe pas | Ne participe pas | Ne participe pas | Ne participe pas | Ne participe pas |
| 2015  | Ne participe pas | Ne participe pas | Ne participe pas | Ne participe pas | Ne participe pas | Ne participe pas | Ne participe pas |
| 2019  | 194 067          | 4,82             | 209 206          | 4,99             | 8 / 160          | 8                |                  |
| 2023  | 112 742          | 2,70             | 121 488          | 2,71             | 4 / 160          | 4                |                  |